# スバル・エクシーガ
エクシーガ（EXIGA）は、SUBARU（旧・富士重工業）が製造・販売していた7人乗り乗用車である。生産はレガシィやインプレッサ同様、同社矢島工場（所在地：群馬県太田市庄屋町）。
ミニバンモデルの「エクシーガ」としては2008年6月から2015年3月まで製造され、同年4月にはミニバンから大きく路線変更し、大幅改良を施したクロスオーバーSUVモデルのエクシーガ クロスオーバー7（エクシーガ クロスオーバー セブン、EXIGA CROSSOVER 7）が2018年まで販売されていた。本項では、その「エクシーガ クロスオーバー7」についても便宜上併記する。

## 概要
スバルでは、かつてドミンゴやトラヴィックとして、7人乗りの車種を販売していたが、ドミンゴについてはサンバーの排気量拡大版、トラヴィックについては初代オペル・ザフィーラのOEMであった。そこで、東京モーターショーなどでコンセプトカーという形で何度か提案をし、その流れを汲み、水平対向エンジンやAWDなど、スバルの特徴を強く表した、自社開発の多人数乗り乗用車として開発されたのが、エクシーガである。
スバルはこのエクシーガで、日本国内向けとしては2004年11月にトラヴィックが販売中止になって以来、約3年半ぶりに多人数乗りの乗用車を取り扱うことになった。なお、広告等においては、当初は「ミニバン」ではなく「多人数乗り車」と称していたが、2012年7月の年次改良以降は『ぶつからないミニバン?』と言うキャッチコピーを展開。2015年4月にエクシーガと入れ替えで発売された派生モデル「エクシーガ CROSSOVER 7（クロスオーバーセブン）」では足回りや外観デザインなどが変更されたクロスオーバーSUVへと路線変更した。
3代目インプレッサ、2代目フォレスターと同様に「SIシャシー」を採用し、プラットフォームをはじめとした部品の約50%をレガシィと共有している。
発売当初は、燃料高騰やリーマンショックなどが重なり売れ行きは伸び悩んだが、エコカー減税の開始、他車種同様に年次改良によって完成度が高められ、売れ行きが回復した。当初、日本のみで販売されていたが、2009年11月に日本と同じ左側通行のオーストラリアにてリバティ（日本名レガシィ）の派生モデルという位置付けで、「リバティ・エクシーガ (Liberty Exiga)」として投入された。また、インドネシアなど左側通行の一部のアジア諸国でも販売されていたが、2017年現在は日本でのみ販売していた。
2009年からは衝突防止機能のEyeSightを装着したモデルが設定された。

## 年表

### 発売まで
| エクシーガコンセプト |  | エクシーガコンセプト |
| エクシーガコンセプト |  |                      |

- 1990年 - シカゴオートショーに車名は異なるが、約1,311mmという極端なまでに低い全高ながら8人乗りを実現した「SRD-1」を出展。。
- 1995年 - 第31回東京モーターショーに「α-エクシーガ」を出展[6]。
- 1997年 - 第32回東京モーターショーに「エクシーガ」を出展[6]。
- 1998年 - ドミンゴ生産終了。以降、エクシーガ発売まで自社製3列シート車不在となる。
- 2001年 - 第35回東京モーターショーに車名は異なるが、似たコンセプトの「WX-01」を出展
- 2007年 - 東京モーターショー2007に「エクシーガコンセプト」を出展。G4eもそのプラットフォームで出展された。
- 2008年
  - 5月19日 - 日本でティザーサイトが公開される。
  - 6月4日 - ティザーCM「EXIGAティザー」篇 公開。

### 初代 YA系（2008年-2018年）

#### エクシーガ
- 2008年
  - 6月17日 - 日本での販売を開始。月間目標販売台数は2,300台と発表されている。

「7シーターパノラマツーリング」をコンセプトに、レガシィやインプレッサ、フォレスターなどで培ったワゴン作りのノウハウを注ぎ込み、乗員の全てがしっかり乗れる居住性を確保しつつ、走りの性能も引き上げた。
インプレッサやフォレスター同様、リヤサスペンションにダブルウィッシュボーンを組み込み、高い操縦安定性、優れた静粛性としなやかで上質な乗り心地を実現したSIシャシー（SUBARU Intelligent-Chassis）コンセプトを採用。
インテリアはグレードによりブラックとアイボリーに分かれ、フロントシートからサードシートまでの着座位置を徐々に高くすることで全席での見晴らしを良くした「シアターシートレイアウト」を採用。また、セカンドシートの頭上までを覆う開口部を確保することですべての席で開放感を味わえるようにしたパノラミック・ガラスルーフも設定した。
エンジンは、2.0LDOHC16バルブAVCS機構付NAエンジン（148ps/19.5kg-m）と同インタークーラー付ターボエンジン（エクシーガ専用チューン225ps/33.2kg-m）の2種類の水平対向エンジンを揃え、NAにはフロアシフトの4速ATを、ターボにはフロアシフトの5速ATを組み合わせており、スバル車としては珍しくMTの設定がない。燃費はNAが14.0km/L（FF車）、ターボは12.0km/L。
駆動方式はNAでは2WDとAWDが選べるが、ターボはAWD車のみの設定となっている（同：CBA-YA5）。なお、スバルの2,000ccエンジン搭載車としては約10年ぶりにFF駆動を採用するが、スバル関係者によるとファミリーカーとして開発された以上、それまでスバル車に興味のない人にも購入のハードルを下げる狙いがある[7]（ただし、後のマイナーチェンジでFF車は廃止された）。事実、最廉価グレードのFF車の車両本体価格は200万円を切っており、ライバル車よりも安価な価格設定となっている。
廉価版である2.0iを除いた全てのグレードでアルミホイール（2.0i-Lは16インチ、2.0i-Sと2.0GTは17インチ）、スポーツルミネセントメーター、プライバシーガラス、フォグランプ、左右独立温度調整機能つきのエアコンなどが装備され、オプションでキーレスアクセス&プッシュスタートやパノラミック・ガラスルーフが選べるほか、クルーズコントロール&運転席パワーシート（2.0i以外の全車にセカンドシートアームレストとともに「クルーズパック」として設定される）、HDDナビゲーションシステムなども選べるようになっている。また、スポーツグレードの2.0i-Sと2.0GTはターンランプつきドアミラーやエアロパーツ類が加わり、インテリアカラーもブラックとなるが、オプションでブラックレザーシートも選択可能。また、2.0i-Lにおいてもアイボリーのほかブラックが選択可能となっている。さらに2.0GTにはVTD-AWDやHID、SI-DRIVEも装備される。
  - 11月11日 - 第29回 日本カー・オブ・ザ・イヤー 2008－2009 特別賞「MOST FUN」 受賞。
- 2009年
  - 9月2日 - マイナーチェンジ（Bタイプ）および特別仕様車「2.0i S-style」を発売。

「2.0i」を除くNA車にトランスミッションを5代目レガシィに採用されているチェーン式バリエーター（主変速機構）採用のCVT「リニアトロニック（6速マニュアルモード付）」を搭載し、走行性能と環境性能を大幅に向上させた。また、横滑り防止装置「VDC」の拡大設定や先進運転システム「EyeSight」を搭載したグレード「2.0GT EyeSight」を設定した。ボディカラーの変更を受け「オプシディアンブラックパール」が「クリスタルブラック・シリカ」に差し替えられ、「グラファイトグレー・メタリック」を追加して、「リーガルブルーパール」と「サンライトゴールドメタリック」を廃止。一部グレードに本革巻ステアリングホイールを採用。
特別仕様車「2.0i S-style」は廉価グレードの「2.0i」をベースにHIDヘッドランプ、ルーフスポイラーを追加した。

| 2.0GT tuned by STi |  | 2.0GT tuned by STi |
| 2.0GT tuned by STi |  |                    |

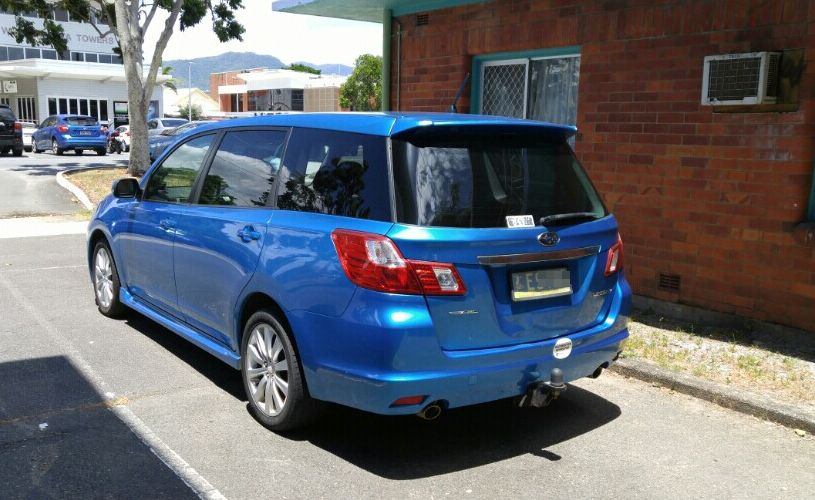
オーストラリア向け　リバティエクシーガ

- - 10月20日 - 特別仕様のカスタマイズモデル「2.0GT tuned by STI」を発表（11月4日販売開始、300台限定）。

「2.0GT」をベースに、専用サスペンションの採用など、シャシー・ボディのチューニングを行い、路面追従性を高めたほか、エクステリアやインテリアまでSTI独自の仕様を装備した。なお、このモデルは第41回の東京モーターショーへ出品された。
  - 11月2日 - オーストラリアで「リバティ・エクシーガ」として販売を開始[5][注釈 3]。

グレード構成は「2.5i」と「2.5i Premium」の2種類のみ。パワーユニットは2.5L SOHC i-AVLS付NAエンジンにリニアトロニックを組み合わせたシンメトリカルAWDの一種のみである。最高出力は123kW・最大トルクは229Nmとなっている[注釈 4]。
座席配置は3列6人乗りで、2列目シートは日本仕様と異なる独立型のキャプテンタイプになっている。
  - 12月24日 - EJ25型エンジンを搭載した新グレード「2.5i-S」、「2.5i-S アルカンターラセレクション」を追加。

リニアトロニックとの組み合わせにより、走行性能と燃費性能を両立。また、スポーティーなフロントグリルと光輝塗装の専用17インチアルミホイールを装備。パドルシフトやアルミパッド付スポーツペダルも採用されている。
「2.5i-S アルカンターラセレクション」はアルカンターラとレザーを組み合わせた専用シートやMOMO製本皮巻ステアリングホイールを追加装備している。
- 2010年
  - 5月18日 - 2.0Lターボ車を一部改良。

エンジン制御・トランスミッション制御の改良を行い、燃費と排出ガス浄化性能を向上。これにより、「平成17年基準排出ガス75%低減レベル（☆☆☆☆）」と「平成22年度燃費基準+15%」を同時に達成した。
  - 8月4日 - 一部改良（Cタイプ）。

NA車で唯一4ATで残っていた「2.0i」のトランスミッションをリニアトロニックに換装すると共に、VDC（横滑り防止装置）、マフラーカッター（ツイン）、ルーフスポイラー、フロントフォグランプ、UV&IRカットフロントグラス+UVカット機能付濃色ガラス、フロントシートアームレスト（無段階調整式）を追加装備。
ボディカラーでは、デビュー当初のイメージカラーであった「サファイアブルーパール」が廃止され、引き換えに「2.5i-S」専用のボディカラーであった「ギャラクシィブルー・シリカ」を「2.0i」を除くグレードに設定した。12セグ/ワンセグ地デジチューナー内蔵・SUBARU G-BOOK mX対応のオーディオ一体型HDDナビゲーションシステムをオプション設定。また、キーレス&プッシュスタートを装備する一部グレードにはドアハンドル内側にタッチセンサーを追加。これにより、乗車時にドアハンドルを握るだけで解錠が可能になった。
  - 12月21日 - 特別仕様車「2.0i-S LIMITED」・「2.0GT LIMITED」を発売。

前者は「2.0i-S」をベースに、パドルシフト、アルミパッド付スポーツペダル、スポーティフロントグリル、ガンメタリック塗装17インチアルミホイール等を装備し、よりスポーティーな質感にしながらも価格を抑えた仕様。
後者は「2.0GT」をベースに、シルバーステッチ付のアルカンターラ/本革の専用シートやハイラスター塗装の17インチアルミホイール、220km/hまでのスピードメーターとウェルカム&グッバイ照明を備える専用仕様のスポーツルミネセントメーター等を装備し、上質感を高めた仕様である。
- 2011年
  - 6月28日 - マイナーチェンジ（Dタイプ）。

フロントフェイスやインテリアを変更し、よりスポーティ感のあるデザインとした。「2.0i」を除く全グレードにオートライト機能を追加装備し、パドルシフトも「2.0i」を除く2.0L車にも拡大適用された。ボディカラーはアイスシルバー・メタリックとスカイブルー・メタリックを新設。グレード体系も整理され、ベーシックグレードの「2.0i」、スポーティーグレードの「2.0i-S」、2.5L車の「2.5i-S」、ターボ車「2.0GT」、EyeSight[注釈 5]搭載ターボ車「2.0GT EyeSight」の基本グレード5グレードと「アルカンターラセレクション」2グレード（「2.5i-S」・「2.0GT」に設定）に整理された。
  - 12月20日 - 特別仕様車「2.0i-S Advantage Line」・「2.5i-S Advantage Line」を発表（2012年1月24日販売開始）。

「2.0i-S」・「2.5i-S」をベースに、ダーク調メッキのフロントグリルとリアガーニッシュ、専用ダーク塗装の17インチアルミホイール、リニアトロニックセレクトレバーにブラック色を採用するとともにクルーズパックII（運転席・助手席8ウェイパワーシート、クルーズコントロール、ボックス付セカンドシートアームレスト（カップホルダー付））とキーレスアクセス&プッシュスタートを装備した。また、レッドステッチ付の専用シートはグレードにより異なり、「2.0i-S Advantage Line」には合成皮革/ファブリックシートを、「2.5i-S Advantage Line」にはアルカンターラ/レザーシートをそれぞれ採用、「2.0i-S Advantage Line」にはさらに、HIDヘッドランプ、クリアビューパック（フロントワイパーデアイサー、ヒーテッドドアミラー、撥水加工フロントドアガラス）、アルミパッド付スポーツペダルも装備し、充実仕様とした。
- 2012年
  - 7月3日 - マイナーチェンジ（Eタイプ）。

2.5L車はエンジンを新世代ボクサーエンジンであるFB25型に換装し、「リニアトロニック」もパーツやレイアウトを最適化して小型・軽量化。さらに、一部グレードにはアイドリングストップも搭載したことで燃費を向上し、平成27年度燃費基準を達成した。2.0L車は従来型のEJ20型と従来型の「リニアトロニック」（ターボ系は5速AT）を引き続き搭載する。シャシーにも改良を行い、車両やステアリングの応答性や直進安定性を高めた。また、ターボ車「2.0GT EyeSight」のみに設定されていた「EyeSight」もレガシィやインプレッサと同じ「EyeSight(ver.2)」となり、新たに2.5L車（「2.5i EyeSight」）にも設定された。ボディカラーに新色4色を追加し、一部グレードに装備されている17インチアルミホイールは5本スポークの新デザインとなった。ドアミラーは視認性を向上するためミラー面積を拡大した新デザインとなり、従来はメーカーオプション設定だったクルーズコントロール（「EyeSight(ver.2)」搭載グレードは全車速追従機能付クルーズコントロール）とクリアビューパックを標準装備化した。
グレード体系を見直し、2.0L車と2.5L車に設定されていた「i-S」とターボ車「2.0GT」を廃止し、2.0L車に一旦廃止としていた「2.0i-L」を復活。「アルカンターラセレクション」は「2.5i EyeSight」・「2.0GT EyeSight」の設定に変更となった。なお、今回のマイナーチェンジで2WD（FF）車を廃止し、全車4WD車のみのグレード展開となった。また2.5L車はエンジンの換装に伴って車両型式がYAM型に変更された。
併せて、スバルテクニカインターナショナルから東京オートサロン2011に出展した「2.0GT tSコンセプト」をベースに、シャシーやボディを中心に専用の装備を施して市販化した「tS」を発売。こちらは同年10月28日受注分までの300台限定販売となる。
  - 9月25日 - 特別仕様車「2.5i spec.B EyeSight」を発表（発売は10月5日）[8]。

ビルシュタイン製ダンパーやブラック塗装を施したフロントグリル、ドアミラー、18インチアルミホイールなどが装備される。
  - 12月25日 - 「2.0i」、「2.0i-L」（2.0LのNA車）の生産を終了。以降は在庫のみの販売となる。
- 2013年8月19日 - 一部改良（Fタイプ）。同時に特別仕様車「2.5i EyeSight S Package」を発売[9]。

全車でインテリアにダークキャストメタリックの加飾パネルを採用し、ボディカラーに「バーニッシュドブロンズ・メタリック」を追加するなど内外装色の仕様を変更。在庫分販売となっていた2.0L・NA車が正式に廃止となり、2012年9月に発売した特別仕様車「2.5i spec.B EyeSight」が好評につきカタロググレード化。さらに、アルカンターラのレザーシートにピアノブラック調のセンターパネルを施し、キーレスアクセス&プッシュスタートを装備するなど質感や機能性を高めた「2.5i EyeSight L Package」・「2.0GT EyeSight L Package」を新設した。
特別仕様車の「2.5i EyeSight S Package」は足回りを「2.5i spec.B EyeSight」と共通仕様としたほか、ドアミラーにサテンメッキ、18インチアルミホイールにハイラスター塗装を施し、アルカンターラ（シルバー）+レザーシートを採用した。また車名ロゴは従来のタイプに加え、新ロゴも制定された。よって2種類のロゴを扱うようになる。
- 2014年7月17日 - 一部改良（Gタイプ）。同時に特別仕様車「AIRBREAK（エアブレイク）」を発表（一部改良モデル・特別仕様車共に8月22日販売開始）[10][注釈 7]。

仕様向上を行うとともに、2.5L車は「2.5i EyeSight」と「2.5i spec.B EyeSight」の2グレードに集約し、2.0Lターボ車は「2.5i spec.B EyeSight」と同じレッドステッチ付のアルカンターラ+レザーシートや本革巻ステアリングホイールなどを装備し、最上級グレードにふさわしい充実の装備内容とした新グレードの「2.0GT-S EyeSight」のみとした。
特別仕様車「AIRBREAK」は、一部改良に伴うグレード再編後の廉価グレードである「2.5i EyeSight」をベースに、17インチアルミホイールにハイラスター塗装を、電動格納式リモコンドアミラーにサテンメッキを施し、シャンパンゴールドステッチを施したファブリック+合成皮革シート（オプションでアルカンターラ+レザーシートにグレードアップ可能）を採用することで質感を向上。装備面ではパノラミックガラスルーフ、運転席&助手席8ウェイパワーシート、キーレスアクセス&プッシュスタート、SRSサイドエアバッグ+サードシート対応SRSカーテンエアバッグを特別装備し、快適性や安全性能も高めた。さらに、本特別仕様車専用色として、「クォーツブルー・パール」を設定した。
- 2015年
  - 3月 - 生産終了。
  - 4月15日 - 販売終了。

#### エクシーガ　クロスオーバー7

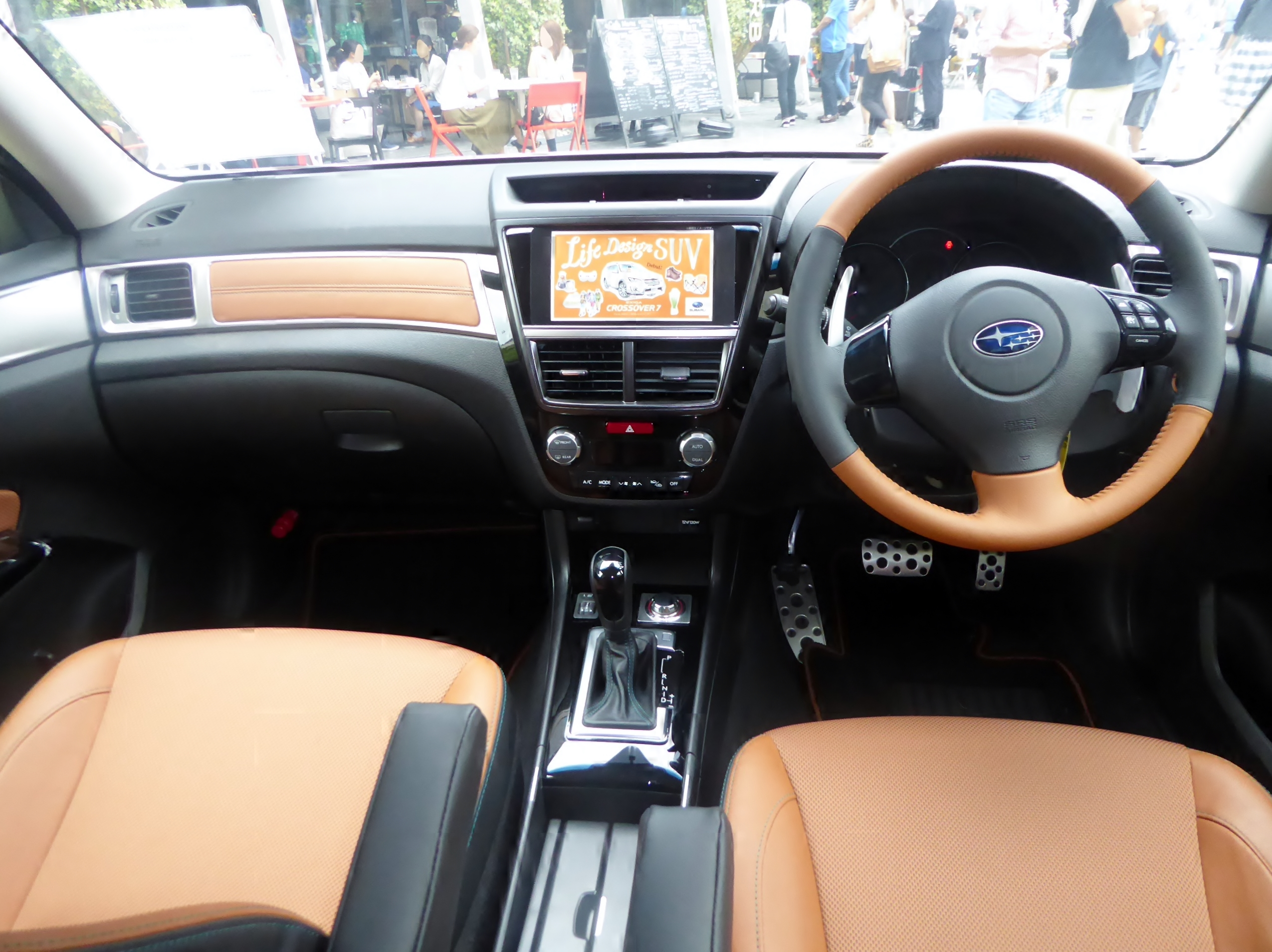
インテリア

| クロスオーバー7 |  | クロスオーバー7 |
| クロスオーバー7 |  |                 |

- 2015年
  - 4月16日 - 発売（Hタイプ）[11]。

2013年11月に開催された第43回東京モーターショーに参考出品した「CROSSOVER 7 CONCEPT」をベースに市販化したモデルで、ミニバンからクロスオーバーSUVに転換した。車両型式はE型の2.5L車に用いていたYAM型を継承。なお、このモデルより日本国内専売となる。
専用サスペンションの採用により最低地上高を170mmに上げ、全幅は25mm拡大して1,800mmとなった。また、前後バンパーやホイールアーチ、サイドシルにクラッディングを施し、大型フロントグリルやルーフレール、ブラック塗装と切削光輝を施した専用17インチアルミホイールを採用してSUVらしい力強さを表現し、サイドやリアにメッキパーツを配し、LEDアクセサリーライナーも採用した。内装はシートやステアリングホイールなどにタン色のレザーを随所に織り込み、ブルーグリーンステッチ、ピアノブラック調や金属調の加飾を施した。また、メーカーオプションでウルトラスエード+レザーシートを設定している。サスペンションを新開発したほか、シンメトリカルAWDを標準設定している。装備面ではEyeSight（ver.2）、SRSサイドエアバッグ&サードシート対応SRSカーテンエアバッグ、運転席&助手席8ウェイパワーシート、シートヒーターを標準装備している。グレードは「2.5i EyeSight」のみのモノグレード展開となる。なおエクシーガデビュー当初の売り物の一つであった「パノラミックガラスルーフ」は廃止となった。
  - 12月10日 - 特別仕様車「Modern Style」を発表（2016年1月5日販売開始）[12]。

内装色にダークブラウンを採用したほか、本革巻ステアリングホイールにブラックを、助手席インパネ加飾とリアクォータートリムにブラックレザー調素材をそれぞれ採用。また、ファブリック/合成皮革シート・本革巻ステアリングホイール・助手席インパネ加飾にはブルーグリーンステッチも施した。
- 2016年10月3日 - 特別仕様車「Active Style」を発売[13]。

スバル初のBOXER（水平対向）エンジン搭載車「スバル・1000」の発売50周年を記念した特別仕様車の第五弾で、内装にチャコールグレーとタンカラーを組み合わた専用撥水ファブリック/合成皮革シートやリバーシブルカーゴフロアボードを採用したほか、インパネ加飾にタン&ブラックレザー調素材、ドアトリムにグレーの撥水ファブリック、リアクォータートリムにブラックレザー調素材をそれぞれ採用。外観はガンメタリック塗装と切削光輝を組み合わせた17インチアルミホイールを採用した。
- 2017年
  - 3月13日 - 一部改良並びに特別仕様車「X-BREAK」を発表（一部改良モデル・「X-BREAK」共に4月3日販売開始）[14]（Iタイプ）。

ボディカラーの入れ替えを行い、「プラチナムグレー・メタリック」と「ダークブルー・パール」を廃止する替わりに、「ヴェネチアンレッド・パール（オプションカラー）」と「クォーツブルー・パール」を追加した。2016年1月発売の特別仕様車「Modern Style」も、カタロググレードの「2.5i EyeSight」同様にボディカラーの入れ替えを行い、販売が継続される。
「X-BREAK」はフォレスターに設定されているグレードをクロスオーバー7にも設定されるもので、外観はダークグレーメタリック塗装の専用17インチアルミホイールやオレンジの「CROSSOVER7」ロゴを入れたサイドクラッティング、「X-BREAK」リアオーナメントを装備し、カラードドアミラーをブラックに変更。内装は撥水ファブリックと合成皮革のコンビシート（ブラック/ブラック&タン）やリバーシブルカーゴフロアボードを装備し、助手席のインパネにはタン&ブラックレザー調素材の加飾を施した。
  - 12月18日 - 生産終了のためオーダーストップ。以後は在庫対応となる。
- 2018年3月30日 - 販売終了に伴い、ホームページへの掲載、カタログの配布を終了。エクシーガとしては9年9ヵ月の歴史に幕を閉じた。これに合わせてスバルのラインナップからミニバンが消滅し、市場も完全撤退する形となった[注釈 8][注釈 9]。後継車は無いものの、クロスオーバー7として販売していたスバルのクロスオーバーSUVとしては既存のアウトバックが事実上の受け皿となる。

## 車名の由来
車名の「エクシーガ（EXIGA）」は、exciting（心躍る）、active（活動的な）の意味を込めた造語である。